# チャイルド★プラネット
『チャイルド★プラネット』は、原作・原案を竹熊健太郎、作画を永福一成が担当した日本の漫画。1996年から1997年まで週刊ヤングサンデーに連載された。全7巻。
大人だけを短時間で殺害する殺人ウイルスによるバイオハザードに見舞われた架空の都市を舞台に、そこに残された子供たちのサバイバルと彼らを救出しようとする市外の大人たち、そして人類の顛末を描く。
全7巻のうち第4巻までの連載分は竹熊健太郎がシナリオ形式で原作を提供し、第5巻以降は原作者を降板としたため、「原案」とクレジットされている。降板の理由は、竹熊と永福との間で十分な打ち合わせができないまま、編集者と永福が原作をアレンジしていき、ついに竹熊が創作しないキャラクターが登場したことで、原作者と名乗る自信がなくなったという。

## 概要
横浦市某日夕方、走行中の列車が爆発炎上する事件がおきる。これがすべての悪夢の始まりであった。この列車事故の際にばら撒かれた殺人ウイルスにより、横浦市の住人たちは次々と大量の血を吐きながら死んでいく。しかし、子供たちは誰も発病しなかった。
この街に住む少年、諸住究は大人たちが全員死んでしまうという異常事態の中、兄貴分である森直輝、事件の混乱の中で出会った長谷部羊子らと共に必死に生き抜いていこうとする。街を牛耳る不良少年・片倉との戦い、大人たちを弔う合同葬儀、ホテルでの集団生活、ガスマスクの包帯男として再び現れた片倉との再戦など、さまざまな困難に直面しながら究は成長していく。その後、直輝の離脱によって究は街の子供たちを率いるリーダー役となる。
一方、自衛隊とともに横浦市を封鎖していたアメリカ軍は、横浦市への気化爆弾の投下により事態の収束を図ろうとする。街の外の人々には横浦市が無人の土地となっていると知らされていたことを、チャット相手のカスパーから聞かされた究は、横浦市に生存者がいることを知らせるため、花火を打ち上げる。
「横浦市には生存者がいるらしい」という情報を聞いたテレビ局勤務の究の父がヘリコプターで向かった先で見たのは、「僕らはここにいる」と大きく書かれた子供たちのメッセージであった。
しかし、この行動により殺人ウイルスは世界中へ拡散してしまったために大人たちはみな死に絶え、地球は子供しか住めない惑星＝チャイルド・プラネットとなってしまう。究と羊子の子供が大きくなったとき、究と羊子らはもういない。

## 登場人物
諸住究（もろずみ きわむ）
みんなからは究と呼ばれる高校生の少年。インターネット上またはゲームでのハンドルネームはモロキュー。友達からも時たまモロキューと呼ばれる。事件発生前までは母親を毛嫌いしていたが、それはマザコンとしての裏返しだった（直輝談）。
父親はテレビ局に勤めている。
横浦中央駅での列車事故の現場に居合わせた。横浦市の人々が殺人ウイルスによって次々と倒れていく惨状を目にし錯乱するも、直輝・羊子・フグヲなどと行動をともにするなかで成長していく。直輝がホテルでの集団生活のリーダー役を降りると、彼自身が自ら子供たちを統率するようになった。
直輝死亡後は花火を打ち上げて横浦市の外の人々に自らの生存を伝えようとするも、その中でこれを是としない自衛隊の砲撃を受け一時負傷。その後ヘリで飛んできた父と再会を果たす。最後は羊子との間に子を授かり、その子を「生命（いのち）」と命名した。
森直輝（もり なおき）
究たちの学校の生徒会長を務め、周りからの人望が非常に厚い高校生の少年。空手道場に通っており、腕はたつ。予備校にも通っていた。父は県会議員であり、自らも小学生のころから政治家を志していた。
事件後の横浦に残された子供たちをホテルに集め、その中のリーダー役を務め街に秩序を回復させた。しかし、20歳に近かった片倉が死亡したのを目撃し、自らもいつ死ぬかわからない恐怖におびえホテルの一室に閉じこもってしまう。その後、別人のような性格となりホテルの一室から現れ、賛同する仲間を引き連れ実力で自衛隊の引く封鎖線の突破を試みる。その際に究と対立するもののそれは究たちを巻き込まないためであり、本来の優しさは変わらぬままであった。
事件前まで自衛隊を尊敬していたが、横浦市の子供たちを見捨てる行動をとった彼らに幻想が破れ、恨みを持つようになったと語っている。街をふさぐトンネルを突破するも、その先に待ち構えていた自衛隊により射殺された。
長谷部羊子（はせべ ようこ）
日本人の父とアメリカ人の母をもつ、ハーフの少女。アメリカと日本の二重国籍をもつが、自らのことを「ニッポン人」と称する。事件前まではアメリカンスクールに通っていた。日本語は英単語交じりの片言気味だが、英語は流暢に話せる。
横浦市が化学兵器で混乱する最中、ゲームセンターで究と出会う。ハイパー・ドライバーというアーケードゲームのトップランカーであったモロキューが究のことであることがわかり、彼をヒーローと呼んだ。究と行動をする中で互いに惹かれあうようになり恋仲となる。一時アメリカ国籍をもつものとしてアメリカ人の保菌者（キャリア）が集う戦艦に収監されるも、自ら究たちの元へ戻る。最後は究の子を妊娠し、無事出産した描写がなされている。
福田（ふくだ）
フグヲと呼ばれる太めの男の子。事件発生前までは鉄道研に所属しており、究いわく「学校ではあまり目立たないおとなしいやつ」。事件発生による混乱の最中、仲間たちと女子に乱暴をしようとしたが、究と直輝に止められ、自らがやろうとしていたことを恥じる。後に乱暴しようとしていた女子に謝罪をし、究とも行動をともにする。
物語終盤まで活躍したものの、花火を打ち上げ横浦市の外の人々に横浦の子供の生存を伝えようとした際、それを是としない米海軍の砲撃により下半身を失い、死亡した。
ヨシノリ
迷彩服を着た軍人オタクの少年。一時期究やフグヲと行動をともにするものの、直輝の実力による封鎖線突破の意見に賛同し彼のグループに加わる。最終的には直輝と同じくトンネルを突破した先で自衛隊に射殺された。
片倉
オールバックで長身の男性。塩浜工業の空手部に所属していたが、退学となり不良となった。事件後あたり一帯の非行少年グループと徒党を組み、その中でリーダーとなって多数の女性を強姦するなどの極悪非道の限りを尽くした。羊子を救うために乗り込んできた究たちと戦い、その中で直輝の道場仲間を射殺した。
タンクローリーから漏れ出したガソリンが究の投げたライターによって引火し炎上、その中で燃え死んだと思われていたが、自衛官の姿をしたガスマスクの包帯男として再び現れる。体全体の皮膚が焼きただれており、このような姿にした究に対する強い恨みから、彼をホテルから引きずり出し、復讐するため街で殺人を次々引き起こしていった。それを止めるため一人街に出てきた究を追っていくも、罠にかかり野球場で拘束される。子供たちによって断罪される最中に大量の血を吐き死亡する。20歳の年齢に近かったため殺人ウイルスが発症したのであった。
本性は究と同じようなマザコンだった。
ジョナス・メカス
黒人のアメリカ人の少年。米軍の士官候補生。艦船・トリポリにおいて仲間たちから腰抜けと呼ばれていた。羊子と数人の賛同者とともに通信室をアンガーたちから奪還し、横浦市の惨状を世界に伝えようとするも駆けつけたアンガーによって射殺された。
アンガー・キングストン
白人のアメリカ人の少年。将来有望なアナポリスの士官候補生。父親も軍人。殺人ウイルスのキャリアが集められた艦船・トリポリにおいて、その実権を握る。艦内の女性にフェラチオさせていた。通信室の占拠をもくろんだメカスを射殺したが、その後自らも仲間に射殺された。
究の父
数年前まではテレビ局の看板ディレクターだったが、女性問題のごたごたで第一線から降ろされてしまった。横浦の事件により妻と息子が死んだと知らされ、腑抜けていた。しかし横浦市に生存者がいることがわかり、危険を冒して仲間とともにヘリで横浦へと飛ぶ。そこで多数の生存者を発見し、息子・究との再会を果たした。しかしこの接触により殺人ウイルスは究の父にも感染し、3日後に死亡した。
カスパー
究とのチャット友達。封鎖された横浦市の中で究が生存していることを信じ続け、ずっとメールを送り続けた。天才ハッカーであり、ペンタゴンをハックして得た情報を究に託した。
カレン・ウィルソン博士
金髪で、美しい容姿を持つ女性。アメリカ合衆国、リットン研究所遺伝子工学研究主任。細胞学の権威。ランチは元上司。X-レイテッドの生みの親であり、その変異種である殺人ウイルスを分析・撃退するために、本国よりコマンド・ケイヴへ派遣された。非常にプライドが高く、自らの能力・容姿に絶対の自信を持っている。また、将来のノーベル賞受賞者との呼び声も高い。同僚のハッサンと寝たことがある。
今回の事件によって自らの名声・キャリアが傷つくのを恐れ殺人ウイルスの解析に没頭するも、しだいにやつれていき、その中でX-レイテッドの秘密が外部に漏れることを恐れランチを殺害した。横浦市に気化爆弾が投下される1週間前にコマンド・ケイヴが爆破されるため、司令官は彼女に脱出を促すがそれを頑として聞かず、コマンド・ケイヴの爆破とともに死亡した。
スティーブン・ランチ博士
米軍横浦基地特別管理所長。カレンの元上司であり目をかけていたが、後に優秀な彼女に自らの地位を追われ横浦基地に左遷される。そのことを恨み、彼女を超えるため、また彼女の名声を傷つけるためにX-レイテッドの遺伝子構造をいじくりその結果殺人ウイルスを生みだしてしまった。そのこと甚く後悔し、妻が殺人ウイルスを発症したこともあって、カレンに事実を本国に公表しようともちかけるも、事実が外に漏れるのを嫌ったカレンに騙され、殺人ウイルスの保管室内に閉じ込められ殺害された。
ハキム・ハッサン
黒人の男性。米軍横浦基地特殊兵器管理部門所属で、B兵器の管理者。リットン研究所からの派遣研究員。実は敵国のスパイと通じており、ランチが作り出した殺人ウイルスを外部に持ち出したが、そのスパイに利用され結果的に横浦市の列車事故によってウイルスを巻き散らしてしまう。

## 用語
横浦市
究たちの住む街であり、本作の舞台。第2巻でコマンド・ケイヴにて画面に映し出された地図では関東地方に位置する設定が示唆されていて、近くに米軍横浦基地がある。横浦中央駅において某日夕方、走行中の列車が爆発炎上する事件がおきる。この際に殺人ウイルスが市内全域に拡散され、街は地獄と化す。事件後街は自衛隊と米軍によって完全に封鎖され、そこには子供たちだけが残された。米軍は後にこの事件を「横浦事件（ヨコウラ・ケース）」と名づけた。
X-レイテッド
カレン博士が開発した、戦場において敵を一時的に戦闘不能にすることを目的として作られた無力化兵器ウイルス。感染するのは大人だけであり、発病すると40時間眠り続ける。また、ウイルスは3日で死滅する。カレンはこれを完璧な人道兵器と呼んだが、B兵器であることに変わりはなく、少しの遺伝子操作で凶暴なウイルスへと変病する恐ろしさを持っており、ランチからは「最初から構造が不安定であり、欠陥品だ」といわれた。
殺人ウイルス（X-レイテッド変異種）
横浦市にまかれた、20歳前後以上の大人だけが感染する化学兵器ウイルス。感染者はまず頭痛と発熱を訴え、その後に突如として幼児へと退行したような行動（譫妄行動）をとり、最終的には大量の血を吐き死亡に至る。子供たちはそのウイルスの保菌者（キャリア）とはなるが大人になるまで発病しない。発病者の死亡率は100%であり、治療法はない。空気感染する模様。
正体はX-レイテッドの変異種であり、ランチがカレンの名声を傷つけるために遺伝子を操作した結果生み出されてしまったもの。
自衛隊
事件発生当初は横浦市の治安維持にあたっていたものの、被害がそれ以上拡大するのを防ぐため街全体を封鎖。その後はガスマスクと防護服を着用した自衛隊員が、定期的に市内を見回りしていたものの、横浦市の外に出ようとする子供たちを発見した場合は容赦なく彼らを殺害している。
米軍横浦基地
横浦市にある在日米軍基地のひとつ。今回の横浦事件における最前線基地。自衛隊と協力し、横浦市の封鎖を実行した。
コマンド・ケイヴ
米軍横浦基地の地下司令部のことを指す。ここでカレンら研究員は殺人ウイルスのワクチンの開発に挑んだものの難航。最終的に横浦市に気化爆弾が投下される1週間前に爆破された。
トリポリ
殺人ウイルスのキャリアであるアメリカ人を隔離している艦船。米軍の士官候補生ら（彼らもキャリア）が艦船内を管理している。
ライジング・サン作戦
横浦市における殺人ウイルスの蔓延を人類に対する重大な脅威と見なし、アメリカ軍が横浦市へ新型FAE（気化爆弾）を投下することで横浦市の消滅を目指した作戦。世間には横浦市にはもう誰一人いないと伝えられていたが、実際は子供たちが生き残っており、その映像を究の父のテレビ局が流したため、アメリカ合衆国大統領は作戦の中止を発表した。

## 既刊一覧
1. 大厄災 1996年4月5日
2. X-レイテッド 1996年6月5日
3. 建国神話I 1996年9月5日
4. 建国神話II 1996年11月5日
5. 決起I 1997年2月5日
6. 決起II 1997年6月5日
7. 生命 1997年9月5日